# Кейнен (селище, Коннектикут)
Кейнен (англ. Canaan) — переписна місцевість (CDP) в США, в окрузі Лічфілд штату Коннектикут. Населення — 1190 осіб (2020).

## Географія
Кейнен розташований за координатами 42°2′24″ пн. ш. 73°19′58″ зх. д. / 42.04000° пн. ш. 73.33278° зх. д. (42.040089, -73.332892).  За даними Бюро перепису населення США в 2010 році переписна місцевість мала площу 4,52 км², з яких 4,52 км² — суходіл та 0,00 км² — водойми.

## Демографія
Згідно з переписом 2010 року, у переписній місцевості мешкало 1212 осіб у 579 домогосподарствах у складі 288 родин. Густота населення становила 268 осіб/км².  Було 650 помешкань (144/км²).
Расовий склад населення:
| - 95,0 % — білих - 1,4 % — чорних або афроамериканців - 0,6 % — азіатів - 0,2 % — корінних американців - 1,8 % — осіб інших рас |

До двох чи більше рас належало 1,0 %. Частка іспаномовних становила 10,5 % від усіх жителів.
За віковим діапазоном населення розподілялося таким чином: 21,6 % — особи молодші 18 років, 60,9 % — особи у віці 18—64 років, 17,5 % — особи у віці 65 років та старші. Медіана віку мешканця становила 41,9 року. На 100 осіб жіночої статі у переписній місцевості припадало 93,3 чоловіків;  на 100 жінок у віці від 18 років та старших — 94,3 чоловіків також старших 18 років.
Середній дохід на одне домашнє господарство  становив 58 756 доларів США (медіана — 48 438), а середній дохід на одну сім'ю — 70 384 долари (медіана — 71 139). Медіана доходів становила 41 149 доларів для чоловіків та 50 438 доларів для жінок. За межею бідності перебувало 11,1 % осіб, у тому числі 21,1 % дітей у віці до 18 років та 11,1 % осіб у віці 65 років та старших.
Цивільне працевлаштоване населення становило 577 осіб. Основні галузі зайнятості: освіта, охорона здоров'я та соціальна допомога — 27,4 %, будівництво — 13,9 %, роздрібна торгівля — 12,3 %, виробництво — 12,0 %.